# Mekbuda
Mekbuda (Zeta Geminorum / ζ Gem / 43 Geminorum) es una estrella de la constelación de Géminis que se encuentra a unos 1200 años luz del sistema solar. Su nombre proviene del árabe Al-Maqbudah, «la garra del león», relacionado con una figura árabe que ocupaba esta región del cielo.

## Características
Mekbuda es una supergigante amarilla de tipo espectral G0Ib con una temperatura efectiva aproximada de 5840 K.
Casi 3000 veces más luminosa que el Sol, su diámetro es 65 veces más grande el diámetro solar.
Tiene una masa cinco veces mayor que la del Sol y una edad de aproximadamente 40 millones de años.
El principal interés de Mekbuda radica en que es una variable cefeida, una de las pocas visibles a simple vista.
El astrónomo Johann Friedrich Julius Schmidt fue el primero que advirtió su variabilidad en 1847.
Su brillo varía entre magnitud aparente +3,7 y +4,2 en un período de 10,139 días. Igualmente varían su tipo espectral y temperatura, entre 5300 y 5840 K. Este tipo de variable pulsante es especialmente interesante ya que su período está directamente relacionado con su luminosidad intrínseca. Un período más largo implica una mayor luminosidad. Midiendo el período se puede conocer su magnitud absoluta, y a partir de ésta la distancia a la que se encuentra la estrella. Es por ello que las cefeidas se emplean como candelas estándar para medir la distancia de objetos lejanos como galaxias.
Mekbuda muestra un contenido metálico igual al solar ([Fe/H) = 0,00).
Entre los diversos elementos evaluados, es el carbono el que presenta una abundancia relativa menor ([C/H) = -0,22) —por debajo del de otras conocidas cefeidas como η Aquilae o l Carinae—, mientras que, por el contrario, itrio y sodio son sobreabundantes en relación con el Sol.
Una estrella que se observa a poco más de 1 minuto de arco de Mekbuda no es una compañera real, sino que solo está en la misma línea de visión. Sin embargo, sí existe una compañera tenue que no puede ser resuelta visualmente con telescopio.